# گائوتامی‌پوترا ساتاکارانی (فیلم)
گائوتامی‌پوترا ساتاکارانی 
(به تلوگویی: Gautamiputra Satakarni) فیلمی محصول سال ۲۰۱۷ و به کارگردانی کریش است. در این فیلم بازیگرانی همچون نانداموری بالاکریشنا، شریا سارن، هما مالینی، کبیر بدی ایفای نقش کرده‌اند.